# South Ubian
South Ubian ist eine philippinische Stadtgemeinde in der Provinz Tawi-Tawi. Sie hat 25.935 Einwohner (Zensus 1. August 2015).

## Baranggays
South Ubian ist politisch in 31 Baranggays unterteilt.
| - Babagan - Bengkol - Bintawlan - Bohe - Bubuan - Bunay Bunay Tong - Bunay Bunay Lookan - Bunay Bunay Center - Lahad Dampong - East Talisay - Nunuk | - Laitan - Lambi-lambian - Laud - Likud Tabawan - Nusa-nusa - Nusa - Pampang - Putat - Sollogan - Talisay | - Tampakan Dampong - Tinda-tindahan - Tong Tampakan - Tubig Dayang Center - Tubig Dayang Riverside - Tubig Dayang - Tukkai - Unas-unas - Likud Dampong - Tangngah |